# 布希圣热内斯特
布希圣热内斯特（法語：Bouchy-Saint-Genest）是法国马恩省的一个市镇，位于该省西南部，属于埃佩尔奈区。该市镇总面积19.69平方公里，2009年时的人口为168人。

## 人口
布希圣热内斯特人口变化图示